# Serra de Vicent (Mont-ral)
La Serra de Vicent és una serra situada als municipis de Mont-ral a la comarca de l'Alt Camp i de Vilaplana a la de la Baix Camp, amb una elevació màxima de 1.056 metres.